# 4. батаљон везе
4. батаљон везе је била јединица Војске Републике Српске у саставу Сарајевско-романијског корпуса. 

## Историјат
Четврти батаљон везе формиран је по истом моделу као и Команда СРК и Команде стана, од малог броја активних старјешина, грађанских лица на служби у војсци и војника по уговору који су били родом са простора БиХ и већим дијелом од мобилисаних припадника из резервног састава. Размјештен је највећим дијелом у касарни "Слободан Принцип Сељо" у Лукавици, а мањим дијелом на позадинском командом мјесту у хотелу "Турист" на Палама и на Истуреном командном мјесту Команде СРК. Основни задатак батаљона био је да обезбиједи правовремен, квалитетан и трајан пренос информација у свим условима извођења борбених дејстава за потребе СРК. Без обзира на све проблеме који су уопште били присутни у свим јединицама СРК као што су били недостатак професионалног кадра свих врста, недовољна бројност људства, оскудица у квалитетним врстама опреме и наоружања и слично овај батаљон је успио обавити све задатке који су пред њега постављени. Захваљујући великом пожртвовању и знању појединаца успјели су да обезбиједе сасвим добро функционисање веза за вријеме постојања СРК. Ово није био нимало лак задатак када се има у виду конфигурација зоне одговорности корпуса, распоред командних мјеста потчињених јединица, близина командног мјеста корпуса линији додира и уопште веома мала растојања до непријатељских линија, на читавом простору унутрашњег прстена око Сарајева. За вријеме постојања СРК дужност команданта четвртог батаљона везе обављали су:
- капетан прве класе Срето Павловић
- мајор Горан Трампић
- капетан прве класе Драган Грачанин

У току Одбрамбено-отаџбинског рата батаљон је имао четири погинула борца.